# 2-га церемонія «Греммі»
2-га щорічна музична нагорода Греммі відбулась 29 листопада 1959 року у двох містах Лос-Анджелесі та Нью-Йорку і вручалася за підсумками 1959 музичного року. Це була перша телетрансляція Греммі церемонії, яку показали в епізодах як спеціальну Недільну Вітрина NBC.
Нагородження відбулось в тому ж році, що і перша Греммі в 1959 році. В той же час в 1960 році церемонія нагородження не проводилась. Ці нагороди визнали музичні досягнення виконавців для цього конкретного року. Дюк Еллінгтон виграв три нагороди..

## Основна категорія
- Запис року
  - Боббі Дарін за запис «Mack the Knife»

- Альбом року
  - Френк Сінатра за альбом «Come Dance with Me!»

- Пісня року
  - Jimmy Driftwood[en] за пісню «The Battle of New Orleans».

- Найкращий новий виконавець
  - Боббі Дарін

### Дитяча категорія
- Найкращий запис для дітей
  - Пітер Устінов для Сергія Прокоф'єва: Петя і вовк у виконанні Пітера Устінова разом з філармонічним оркестром та Гербертом фон Караяном.

## Класична музика
- Найкраще оркестрове виконання
  - Чарльз Мюнх (диригент) та Бостонський симфонічний оркестр за  Дебюссі: "Образи"
- найкращий класичний сольний вокал (з оркестром або без нього)
  - Юссі Бйорлінг за Bjoerling в опері
- Найкращий класичний спектакль — опера або хор
  - Еріх Ляйнсдорф (диригент), Ліза Della Casa, Розалінда Еліас,  Джордж Лондон, Roberta Peters, Giorgio Тоцці та Віденський філармонічний оркестр Вольфганг Амадей Моцарт: Весілля Фігаро
- Найкраще класичне виконання — інструментальне сольне виконання (з оркестром)
  - Кирило Петрович Кондрашин (диригент), Ван Кліберн & the Symphony of the Air Orchestra — «Концерт № 3 для фортепіано з оркестром Сергія Рахманінова»
- Найкраще класичне виконання — концерт або Інструментальний Соліст (крім повного оркестрового супроводу)
  - Артур Рубінштейн за   Бетховен: соната № 21 До мажор (Waldstein) і  Ні. 18 в E Flat
- Найкраще класичне виконання — камерної музики (в тому числі камерний оркестр)
  - Артур Рубінштейн за   Бетховен:  соната № 21 До мажор (Вальдштейн) і  Ні. 18 в E Flat

### Комедії
- Найкраща комедія Performance — Розмовний
  - Шеллі Берман для  Всередині Шеллі Берман
- Найкраща комедія Performance — Музичний
  - Гомер і Джетро для  Битва Kookamonga

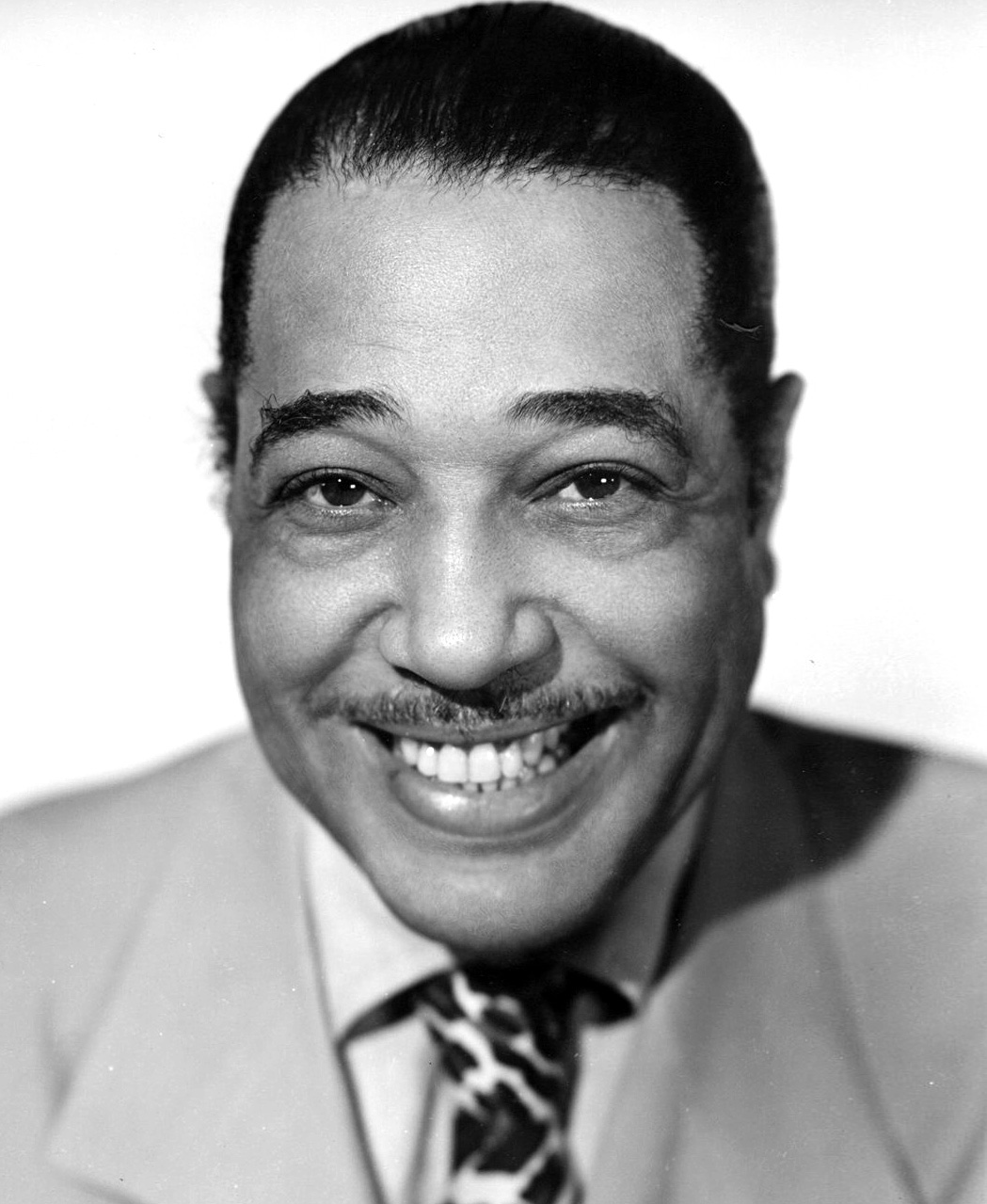
Дюк Еллінгтон виграв три нагороди в 1959 році

### Музика для кіно
- Найкраща музична композиція вперше записана та випущена в 1959 році (тривалість більше 5 хвилин)
  - Дюк Еллінгтон для фільму Анатомія вбивства (саундтрек)
- Найкращий звуковий доріжки альбому — Фон оцінка від кінофільму або телебачення
  - Дюк Еллінгтон (композитор) для Анатомія вбивства
- Найкраща композиція
  - Billy May (аранжувальник) для « Come Dance With Me» у виконанні Френк Сінатра

## Джаз

### Найкраще сольне джаз-виконання
- Елла Фіцджеральд — «Ella Swings Lightly»

## Кантрі

### Найкраще кантрі і вестерн-виконання
- Johnny Horton — «The Battle of New Orleans»[en]

## Фолк

### Найкраще фолк-виконання
- The Kingston Trio — «The Kingston Trio at Large».

## Джаз
- Найкращий Джазовий Performance — Соліст
  - Елла Фіцджеральд для  Ella Swings Lightly
- Best Jazz Performance — Група
  - Jonah Jones для I Dig Chicks

## Музичне шоу
- Найкращий Broadway Show Альбом
  - Етель Мерман & для  Gypsy 
  - Оригінальний шоу за участю Гвен Вердон, Річард Кілі, Леонард Стоун, Доріс Річ, Синтія Латхам, Джой Ніколс, Боб Dixon & Пет Ферье для   Redhead
- Найкращий звуковий доріжки альбому, оригінальний ролях — кіно- або Телебачення
  - Андре Превін, Кен Дарбі & для   Поргі і Бесс.

### Оформлення альбомів
- Найкраща обкладинка альбому
  - Роберт М. Джонс (артдиректор) для  Дмитра Шостаковича: Симфонія № 5 , проведене Говард Мітчелл.

## Поп
- Найкраще жіноче вокальне поп-виконання
  - Елла Фіцджеральд — «But Not for Me» (Але не для мене)
- Найкраще чоловіче вокальне поп-виконання
- Френк Сінатра — «Come Dance with Me!»
- Найкраще вокальне виконання групи або хору
  - Річард П. Конді (керівник хору) для «Бойовий гімн Республіки» у виконанні мормонської скинії хору Режисер Condie
- Найкраще виконання оркестром танцю
  - Дюк Еллінгтон для  Анатомія вбивства
- Найкраще виконання оркестру
  - Андре Превін та  David Rose для  Як Young  у виконанні  Dave Rose і його оркестр з Андре Превіном
- Найкраще виконання «Top 40» Художник
  - Нет Кінг Коул для «Midnight Flyer».

### Виробництво та інженерія
- Найкращий інженерний внесок
  - Роберт Сімпсон (інженер) для Белафонте в Карнегі-холл у виконанні Гаррі Белафонте
- Найкращий інженерний внесок — Класична запис
  - Льюїс У. Лейтон (інженер), Роберт Рассел Беннет (диригент) і симфонічний оркестр RCA Victor для  Перемога в море, Vol. I
- Найкращий інженерний внесок — запис нової пісні
  - Тед Keep (інженер) для «Частота Елвіна» у виконанні  Девід Севілья

### R & B
- Найкращі Ритм & Блюз Performance
  - Діна Вашингтон для «Який Diff'rence День Робить»

### Розмовний
- Best Performance — документальний або Spoken Word (крім комедії)
  - Карл Сендберг для Портрет Лінкольна